# 1715 în literatură
Anul 1715 în literatură a implicat o serie de evenimente și cărți noi semnificative.  

## Evenimente
- Nicholas Rowe a fost desemnat ca poet laureat al Marii Britanii
- Prima mențiune despre actrița și scriitoarea Eliza Haywood o relatează ca fiind o actriță care a jucat în adaptarea shakespeariană a lui Thomas Shadwell, intitulată "Timon of Athens; or, The Man-Hater", la teatrul Smock Alley din Dublin.

## Cărți noi

#### Proză
- Joseph Addison – The Free-Holder (periodical), care a promovat valorile politice și morale ale lumii engleze;
- Jane Barker – Exilius; or, The Banished Roman, care a explorat teme precum trădarea, iubirea și exilul;
- Richard Bentley – A Sermon upon Popery, care a criticat Biserica Catolică și a promovat valorile protestante;
- Samuel Croxall – The Vision, care a combinat elemente ale literaturii biblice cu cele ale literaturii fantastice;
- Daniel Defoe
  - An Appeal to Honour and Justice
  - The Family Instructor
  - A Hymn to the Mob
- Elizabeth Elstob – The Rudiments of Grammar for the English-Saxon Tongue, first given in English; prima gramatică a limbii engleze vechi;
- Thomas-Simon Gueullette – Les Mille et un quarts-d’heure, contes tartares, o colecție de povestiri tătărești;
- Alain-René Lesage (anonymous) – L'Histoire de Gil Blas de Santillane (Books 1–6), care a devenit un clasic al literaturii franceze;

- Charles Montagu – The Works and Life of the Late Earl of Halifax, biografie a ultimului conte de Halifax;
- Jonathan Richardson – An Essay on the Theory of Painting

- Richard Steele
  - The Englishman: Second Series (periodical)
  - Town-Talk (periodical)

#### Pentru copii
- Isaac Watts – Divine Songs Attempted in Easy Language for the Use of Children, o colecție de poezii religioase scrise într-un limbaj accesibil pentru copii.

## Teatru
- Christopher Bullock – A Woman's Revenge[1]
- Henry Carey – The Contrivances[1]
- Susanna Centlivre – The Gotham Election, nu a fost pusă în scenă din cauza conținutului politic;
- Chikamatsu Monzaemon – The Battles of Coxinga (国姓爺合戦, Kokusen'ya Kassen)
- Charles Rivière Dufresny – La Coquette de village
- John Gay – The What D'Ye Call It[1]
- Benjamin Griffin
  - Injured Virtue; or, The Virgin Martyr
  - Love in a Sack[1]
- Newburgh Hamilton – The Doating Lovers[1]
- Charles Johnson – The Country Lasses[1]
- Charles Knipe – A City Ramble[1]
- Charles Molloy – The Perplexed Couple[1]
- Nicholas Rowe -The Tragedy of Lady Jane Grey[1]
- Lewis Theobald – The Perfidious Brother, a fost acuzat de plagiat și a fost pusă în scenă în anul următor;

- John Vanbrugh – The Country House

## Nașteri
- 31 ianuarie - Helvetius, literat francez renumit, care a trăit până în anul 1771.
- 12 februarie - William Whitehead, important dramaturg și poet laureat englez, a murit în anul 1785.
- 21 martie - Clemens Chodykiewicz, scriitor spiritual polonez, a murit în anul 1797.
- 30 septembrie - Etienne Bonneau de Condillac,  filozof francez și abate, a murit în anul 1780.

## Decese
7 ianuarie - François Fénelon, cleric și scriitor francez. Este cunoscut pentru romanul său celebru "Aventurile lui Telemac", care a fost un bestseller literar în secolele al XVIII-lea și al XIX-lea.
25 februarie - Pu Songlin, romancier chinez care a scris sub pseudonimul Liao Zhai.
8 martie - William Dampier, navigator și corsar englez. Este cunoscut pentru lucrarea sa în două volume "New Voyage Around the World", care a avut un impact semnificativ asupra geografiei și a altor domenii conexe.
30 iulie - Nahum Tate, poet, traducător, libretist și dramaturg englez. Este cunoscut pentru adaptarea sa a piesei lui Shakespeare, "Regele Lear", precum și pentru alte lucrări literare.
13 octombrie - Nicolas Malbranche, filozof francez. Este cunoscut pentru mai multe lucrări filozofice, printre care "Recherche de la vérité" și "Traité de la nature et de la grâce".